# Ruth Ley
Ruth E. Ley (* 1970) ist eine britische Entwicklungsbiologin und Mikrobiologin. Sie untersucht die Wechselwirkung von Wirt und Mikrobiom bei Säugetieren, den Einfluss der Umwelt, der genetischen Disposition und des Immunsystems des Wirts und umgekehrt der Auswirkung auf die Gesundheit des Wirts und die Entwicklung des Mikrobioms bei Kleinkindern.

## Leben
Ley wuchs als Tochter eines Ingenieurs in Surrey, Paris und Palo Alto auf. Sie studierte an der University of California, Berkeley, mit dem Bachelor-Abschluss in integrativer Biologie 1992, arbeitete in Nationalparks auf Hawaii und promovierte 2001 an der University of Colorado in Boulder über Mikrobiologie in Böden in extremen Höhen. In ihrer Dissertation zeigte sie, dass Bodenbakterien auch in hochalpinen Lagen in den Rocky Mountains sogar im Winter aktiv waren. Anschließend studierte sie mit Norman Pace Salzbakterien in Mexiko mit einem Stipendium für Astrobiologie von NASA und National Research Council. An der Washington School of Medicine in Seattle wandte sie sich ab 2004 bei Jeffrey Gordon dem menschlichen Mikrobiom zu und die Gruppe von Gordon fand einen Zusammenhang von Mikrobiom mit Übergewicht bei Mäusen. Übertrug man die Darmbakterien gewöhnlicher Mäuse auf in steriler Umgebung ohne Mikrobiom lebende Mäuse, nahmen diese an Gewicht zu, was bei Darmmikroben von übergewichtigen Mäusen noch ausgeprägter war. Ley konnte bald darauf auch einen Unterschied in der Darmflora von Übergewichtigen zu Normalgewichtigen bei Menschen nachweisen (Übergewichtige hatten relativ mehr Firmicutes im Vergleich zu Bacteroides, glichen sich aber dem von Normalgewichtigen an, falls sie abnahmen). 2008 wurde sie Assistant Professor an der Cornell University und 2013 Associate Professor. Seit 2016 ist sie Direktorin am Max-Planck-Institut für Entwicklungsbiologie in Tübingen.
2018 erhielt sie den Ernst-Jung-Preis. Sie erhielt den New Innovation Award des Direktors der National Institutes of Health, erhielt ein Beckman- und Hartwell-Forschungsstipendium und war Packard Fellow. 2013 erhielt sie den International Society for Microbial Ecology Young Investigator Award. 2019 wurde Ley in die European Molecular Biology Organization gewählt. Im Jahr 2020 wurde Ruth Ley in der Sektion Mikrobiologie und Immunologie als Mitglied in die Nationale Akademie der Wissenschaften Leopoldina aufgenommen. Ebenfalls 2020 erhielt sie den Otto-Bayer-Preis. 2024 erhielt sie einen ERC Advanced Grant.
Sie ist mit dem niederländischen Bioingenieur Lars Angenent verheiratet.

## Schriften (Auswahl)
- mit F. Bäckhed, J. Gordon u. a.: Obesity alters gut microbial ecology, Proceedings of the National Academy of Sciences of the USA, Band 102, 2005, S. 11070–11075
- mit F. Bäckhed, J. Gordon u. a.: Host-bacterial mutualism in the human intestine, Science, Band 307, 2005, S. 1915–1920
- mit P. J. Turnbaugh, M. A. Mahowald, V. Magrini, E. R. Mardis, J. Gordon: An obesity-associated gut microbiome with increased capacity for energy harvest, Nature, Band 444, 2006, S. 1027
- mit D. A. Peterson, J. Gordon: Ecological and evolutionary forces shaping microbial diversity in the human intestine, Cell, band 124, 2006, S. 837–848
- mit P. J. Turnbaugh, S. Klein, J. Gordon: Microbial ecology: human gut microbes associated with obesity, Nature, Band 444, 2006, S. 1022
- mit P. J. Turnbaugh u. a.: The human microbiome project, Nature, Band 449, 2007, S.  804
- mit P. J. Turnbaugh u. a.: A core gut microbiome in obese and lean twins, Nature, Band 457, 2009, S. 480
- mit M. Hamady u. a.: Evolution of mammals and their gut microbes, Science, Band 320, 2008, S. 1647–1651
- mit L. Wen u. a.: Innate immunity and intestinal microbiota in the development of Type 1 diabetes, Nature, Band 455, 2008, S. 1109
- mit M. Vijay-Kumar u. a.: Metabolic syndrome and altered gut microbiota in mice lacking Toll-like receptor 5, Science, Band 328, 2010, S. 228–231
- mit A. Spor, O. Koren: Unraveling the effects of environment and host genotype on the gut microbiome. Nature Reviews Microbiology, Band 9, 2011, S. 279–290.
- mit J. Walter: The human gut microbiome: ecology and recent evolutionary changes. Annual Reviews of Microbiology, Band 65, 2011, S. 411–429.
- mit C. Huttenhower u. a.: Structure, function and diversity of the healthy human microbiome, Nature, Band 486, 2012, S. 207